# Мандейци
Мандейците са последователи на Християнска секта от I век. Религиозното им учение наречено Мандейство или Мандаянизъм няма създател. Базира се на вярването, че първият мандеец е Адам, който получава религиозните постулати от Бог, най-важният от които е че само Бог може да дава и отнема живот. Те смятат, че божият пророк е Йоан Кръстител, а не Исус. Според „Свидетелство на Климент“, глава първа, стих 16: „Един от учениците на Йоан го посочи и каза: Той е Христос, а не Исус.“ Историческите сведения сочат, че през II век мандейците заминават на север и се установяват в отдалечена част на днешен Ирак. По всяка вероятност днес има около 100 000 членове на тази секта по света, като най-много са в Ирак и Иран.

## Свещени книги на мендейството
1. Гинза Раба – Състои се от две части. В първата са включени Книгата на Създаването; Учения за Великия живот; Вечната борба между добро и зло, светлина и мрак. Втората част разказва за душата, за наградите и наказанията;

2. Ниани – книга с молитви;

3. Книга за душите – разказва как духът слиза в тялото на Адам;

4. Килеста – Химни за брачния ритуал;

## Забрани в Мандейската религия
1. Богохулство;

2. Убийство;

3. Прелюбодеяние;

4. Кражба;

5. Изричане на лъжи;

6. Клеветничество;

7. Предателство;

8. Похот;

9. Магьосничество;

10. Обрязване;

11. Пиянство;

12. Лихварство;

13. Оплакване на покойник;

14. Яденето на умрели или бременни животни; 

15. Развод;

16. Самоубийство и аборт;

17. Самонараняване;